# Jean-François Bellon
Pour les articles homonymes, voir Bellon.
Jean-François Victor Bellon, né le 30 mai 1795 à Lyon et mort en son domicile dans le 11e arrondissement de Paris le 2 mars 1869,  est un violoniste et compositeur français.

## Biographie
À cause de la bataille de Waterloo en 1815, sa formation au Conservatoire de Paris est retardée et il n'y rentre qu'en 1823. Il remporte aussitôt le premier prix de violon. Il y compose aussi ses premières pièces.
Bellon joue ensuite dans de nombreux orchestres populaires parisiens. Il est l'inventeur d'un type de sourdine pour le violon et le violoncelle, qu'il a breveté, et dont quelques exemples sont conservés au Musée du Conservatoire de Paris. Chef de l'Orchestre de Philippe Musard à Paris, il s'appuie sur la section des cuivres de cet orchestre qu'il a formée pour l'exécution de ses quintettes.